# 1990 en droit
Cet article présente les faits marquants de l'année 1990 en droit.

## Événements

### Août
- 23 août : entrée en vigueur de la loi permettant l'« accession de la RDA à la zone de validité de la Loi fondamentale de la RFA » votée par le parlement de la RDA.

### Octobre
- 3 octobre : unification effective de la RDA et de la RFA en un seul État.